# GL 〜小悪魔たちの誘惑〜
『GL 〜小悪魔たちの誘惑〜』は、2009年に製作された日本のオムニバス作品。草野陽花監督。ガールズラブがテーマ。R-15作品。

## 概要
docomo公式サイト「男子禁制 女子限定」で限定配信されたガールズラブムービー4作品を、より過激・よりロングに再編集したDVDバージョンとして収録。

## ストーリー
- ツンデレ姫の秘密
- 妄想相手は親友
- 音楽室のラブレッスン
- 制服の中の恋事情

## キャスト
- ミワ：いずみ唯
- キミカ：花木衣世
- ナナコ：小宮ゆい
- ユカ：館野奈穂
- マナミ：七瀬由紀子
- ヨウコ：飯島くらら
- アキラ：緒川凛
- マイコ：ましろ杏

## DVD
- 『GL 〜小悪魔たちの誘惑〜』（2009年8月21日発売エースデュース 60分）

## 参照
1. ↑  ジョリー・ロージャー公式サイト（2012年7月12日時点のインターネット・アーカイブ）より。